# Guillermo Sanguinetti
Guillermo Óscar „Topo” Sanguinetti Giordano (ur. 21 czerwca 1966 w Montevideo) – urugwajski piłkarz pochodzenia włoskiego występujący na pozycji prawego obrońcy, reprezentant Urugwaju, trener piłkarski, od 2025 roku prowadzi ekwadorską Macarę.
Profesjonalnym piłkarzem jest również jego syn Nicolás Sanguinetti.

## Kariera klubowa
Sanguinetti pochodzi ze stołecznego Montevideo, wychowywał się w dzielnicy El Cilindro Municipal. Jest wychowankiem krajowego giganta – Club Nacional de Football, którego graczem był jego ojciec. Do akademii juniorskiej Nacionalu dołączył w wieku dziewięciu lat i początkowo był wystawiany na pozycji środkowego pomocnika, dopiero potem przeniesiono go na prawą obronę. Do pierwszej drużyny został włączony jeszcze jako nastolatek i występował w niej dwa sezony. Trafił jednak na słabszy okres w historii klubu, który pod wodzą trenerów takich jak Víctor Espárrago, Ildo Maneiro czy Luis Cubilla nie potrafił odnieść sukcesów na arenie krajowej i międzynarodowej. Mając trudności z przebiciem się w Nacionalu, w młodym wieku odszedł z zespołu i przez następne sześć lat kontynuował karierę w niżej notowanych, stołecznych urugwajskich klubach – kolejno Central Español, Montevideo Wanderers, drugoligowym IA Sud América oraz Racing Club de Montevideo. Plasował się z nimi jednak głównie w środku ligowej tabeli, nie notując poważniejszych osiągnięć.
W sierpniu 1991 Sanguinetti przeszedł do argentyńskiego Gimnasia y Esgrima La Plata. Początkowo występował w Gimnasii na wypożyczeniu; trafił do tego klubu za sprawą trenera Gregorio Péreza, który prowadził go wcześniej w Central Español i Montevideo Wanderers. W argentyńskiej Primera División zadebiutował 1 września 1991 w zremisowanym 0:0 spotkaniu z Deportivo Mandiyú, natomiast premierowego gola strzelił 8 marca 1992 w przegranej 2:3 konfrontacji z Huracánem. Od razu wywalczył sobie niepodważalną pozycję w linii defensywy, imponując solidnością w grze. Początkowo celem jego drużyny była rokroczna gra o utrzymanie w lidze, lecz w miarę upływu czasu aspiracje Gimnasii wzrosły do walki o awans do kontynentalnych pucharów. W 1994 roku Sanguinetti wywalczył z Gimnasią puchar Argentyny – Copa Centenario, a potem czterokrotnie zdobył tytuł wicemistrza Argentyny (w sezonach Clausura 1995, Clausura 1996, Apertura 1998 i Clausura 2002). W 2003 roku wziął udział w historycznym, pierwszym występie Gimnasii w rozgrywkach Copa Libertadores (faza grupowa).
Ogółem barwy Gimnasii reprezentował nieprzerwanie przez dwanaście lat. Jest uznawany za legendę klubu i najlepszego bocznego obrońcę w jego historii (choć okazyjnie występował również jako pomocnik). Przez pewien czas pełnił rolę kapitana zespołu. Z 403 występami we wszystkich rozgrywkach był rekordzistą pod względem meczów rozegranych dla Gimnasii (jego osiągnięcie pobił w 2006 roku Jorge San Esteban). Sanguinetti piłkarską karierę zdecydował się zakończyć w wieku 37 lat.

## Kariera reprezentacyjna
W seniorskiej reprezentacji Urugwaju Sanguinetti zadebiutował za kadencji selekcjonera Luisa Cubilli (choć w tamtym spotkaniu kadrę prowadził jego brat Pedro Cubilla), 5 maja 1991 w przegranym 0:1 meczu towarzyskim z USA. Dwa miesiące później został powołany na rozgrywany w Chile turniej Copa América. Tam pełnił rolę podstawowego obrońcy kadry narodowej i wystąpił we wszystkich czterech spotkaniach w pełnym wymiarze czasowym, zaś Urugwajczycy odpadli z rozgrywek w pierwszej rundzie. Pierwszego i zarazem jedynego gola w drużynie narodowej strzelił 2 sierpnia 1992 w wygranym 2:1 sparingu z Kostaryką.
W czerwcu 1993 Sanguinetti po raz kolejny znalazł się w ogłoszonym przez Cubillę składzie na Copa América. Na ekwadorskich boiskach rozegrał trzy z czterech możliwych meczów (wszystkie w wyjściowym składzie), natomiast jego drużyna zakończyła udział w turnieju na ćwierćfinale, ulegając w nim po rzutach karnych Kolumbii (1:1, 3:5 k). W późniejszym czasie był również członkiem kadry podczas eliminacji do Mistrzostw Świata w USA (jeden występ) oraz eliminacji do Mistrzostw Świata we Francji (pięć występów). W obydwóch przypadkach Urugwajczycy nie zdołali jednak zakwalifikować się na mundial. Bilans w drużynie narodowej Sanguinetti zamknął na dwudziestu występach.

## Kariera trenerska
Sanguinetti jeszcze podczas kariery piłkarskiej – w 2000 roku – ukończył kurs trenerski. W późniejszym czasie pracował jako asystent swojego rodaka Gregorio Péreza w zespołach z Urugwaju i Argentyny – kolejno w Danubio FC (2003), Club Olimpo (2004–2005), Argentinos Juniors (2005–2006) i Peñarol (2006–2007). W styczniu 2008 rozpoczął pracę jako pierwszy trener, obejmując swój były klub – argentyński Gimnasia y Esgrima La Plata. Mimo licznych wzmocnień składu notował z Gimnasią bardzo słabe wyniki (osiemnaste miejsce na koniec sezonu). Zrezygnował ze stanowiska po dziewięciu miesiącach, we wrześniu 2008 – pozostawił drużynę w strefie spadkowej. W sierpniu 2009 zastąpił Eduardo Acevedo na stanowisku rodzimego CA Cerro. Przeciętną drużynę z Montevideo objął bezpośrednio po największym sukcesie w jej historii – zwycięstwie w rozgrywkach kwalifikacyjnych Liguilla Pre-Libertadores, po którym większość czołowych graczy zespołu przeniosła się do silniejszych klubów. Sanguinetti zanotował w Cerro nieudany pobyt i już w grudniu rozwiązał swój kontrakt za porozumieniem stron, zostawiając ekipę na przedostatnim miejscu w tabeli.
Następnie Sanguinetti zanotował kolejny epizod w roli asystenta Gregorio Péreza, tym razem w paragwajskim Club Libertad (2010). Wywalczył z nim tytuł mistrza Paragwaju w jesiennym sezonie Clausura 2010. Bezpośrednio po tym został trenerem innej ekipy z Paragwaju – Sportivo Luqueño, skąd został zwolniony po zaledwie pięciu kolejkach ligowych (zanotował w nich trzy porażki). W czerwcu 2012 powrócił do ojczyzny, podpisując umowę z walczącą o utrzymanie drużyną CA Bella Vista. Mimo iż klub zmagał się z problemami finansowymi i zaległościami w wypłatach wobec zawodników, Sanguinetti osiągnął z nim wynik ponad stan (pięć zwycięstw i dwa remisy w jedenastu spotkaniach). Zrezygnował ze posady po pięciu miesiącach w obliczu oferty z kolumbijskiego Cúcuta Deportivo, który objął w listopadzie 2012. Przybył do zespołu będącego na granicy spadku do drugiej ligi w końcówce sezonu, lecz szybko odmienił grę drużyny i po wygranym dwumeczu barażowym zdołał utrzymać Cúcutę w najwyższej klasie rozgrywkowej. Kolejny sezon w wykonaniu jego podopiecznych był jednak przeciętny (dziewiąte miejsce w tabeli), a po jego zakończeniu Sanguinetti zrezygnował z prowadzenia Cúcuty, wobec rozbieżności odnośnie do polityki transferowej z władzami klubu.
W styczniu 2014 Sanguinetti został szkoleniowcem peruwiańskiego giganta – stołecznej Alianzy Lima. W maju poprowadził ekipę do triumfu w pucharze Peru – Torneo del Inca. Niestabilną formę jego podopieczni prezentowali natomiast w rozgrywkach ligowych – w pierwszym półrocznym sezonie uplasowali się na bardzo słabym jedenastym miejscu, lecz w kolejnym zajęli drugie miejsce, do końca walcząc o udział w finale ligi peruwiańskiej. Lokalne media zwracały uwagę, iż Sanguinetti dobrze przygotował drużynę fizycznie oraz pod względem organizacji taktycznej, krytykowały jednak nieatrakcyjny i nieefektowny styl gry. Wyniki znacznie poniżej oczekiwań jego Alianza notowała w rozgrywkach międzynarodowych – w Copa Sudamericana 2014 (pierwsza runda) i Copa Libertadores 2015 (pierwsza runda). W kwietniu 2015 dotarł z Alianzą do finału Torneo del Inca, a miesiąc później zrezygnował ze stanowiska, prowadząc ekipę z Limy łącznie przez półtora roku ze średnim powodzeniem.
W marcu 2016 Sanguinetti przeniósł się do Ekwadoru, zastępując Marcelo Trobbianiego na posadzie trenera tamtejszego CD River Ecuador (obecnie Guayaquil City FC). Przed ekipą został postawiony cel awansu do rozgrywek międzynarodowych, którego jego podopieczni nie zdołali jednak zrealizować (dopiero dziesiąte miejsce w tabeli). W listopadzie 2016 szkoleniowiec podał się do dymisji, zaś dwa miesiące później objął nisko notowaną drużynę Delfín SC. W sezonie 2017 prowadzony przez niego zespół sprawił ogromną sensację – wywalczył tytuł wicemistrza Ekwadoru, mimo dysponowania bardzo ograniczoną kadrą i bycia typowanym przed rozgrywkami jako jeden z kandydatów do spadku. Jego Delfín posiadał w tamtym sezonie najlepszą defensywę ligi (34 stracone gole w 44 meczach), po drodze zanotował również serię 21 meczów bez porażki i po raz pierwszy w historii zakwalifikował się do rozgrywek Copa Libertadores. Pomimo osiągnięcia największego wówczas sukcesu w dziejach zespołu, Sanguinetti został zwolniony z Delfína już w kwietniu 2018 w wyniku różnic poglądów z prezydentem klubu.
Dwa tygodnie później Sanguinetti został trenerem kolejnej ekwadorskiej drużyny – tym razem Deportivo Cuenca. Prowadził ją tylko przez nieco ponad miesiąc, po czym w czerwcu 2018 opuścił zespół na rzecz czołowego kolumbijskiego klubu Independiente Santa Fe. Pierwszy sezon jego drużyna zakończyła na przeciętnym, ósmym miejscu w tabeli, a z decydujących o tytule play-offach odpadła już w ćwierćfinale, co zostało odebrane w klubie jako rozczarowanie. Równocześnie Santa Fe dysponował najlepszą obroną w lidze kolumbijskiej (13 straconych goli w 19 meczach), a bardzo dobry wynik podopieczni Sanguinettiego zanotowali w turnieju Copa Sudamericana 2018, docierając aż do półfinału. Nie wystarczyło to jednak, by spełnić stawiane przed nim oczekiwania, zaś po słabym początku kolejnego sezonu (4 mecze bez zwycięstwa i kiepska pod dłuższego czasu gra drużyny) kibice zaczęli domagać się jego odejścia. Ostatecznie odszedł z klubu w lutym 2019 za porozumieniem stron.
W sierpniu 2019 Sanguinetti został następcą Pablo Garabello na stanowisku trenera Cúcuta Deportivo, tym samym powracając do tego klubu po sześciu latach. Podobnie jak wtedy postawiono przed nim cel utrzymania w lidze kolumbijskiej, który zrealizował z nawiązką – poprawił wyniki ekipy i zajął z nią ósme miejsce na koniec sezonu. Bezpośrednio po tym nie przedłużył jednak kontraktu z Cúcutą. Zespół miał poważne kłopoty finansowe i był niewypłacalny, a Sanguinetti wobec nieotrzymania większości pensji pozwał klub do FIFA. W lutym 2020 objął drużynę Atlético Bucaramanga, zajmującą wówczas ostatnią lokatę w tabeli.